# ヴィタメール

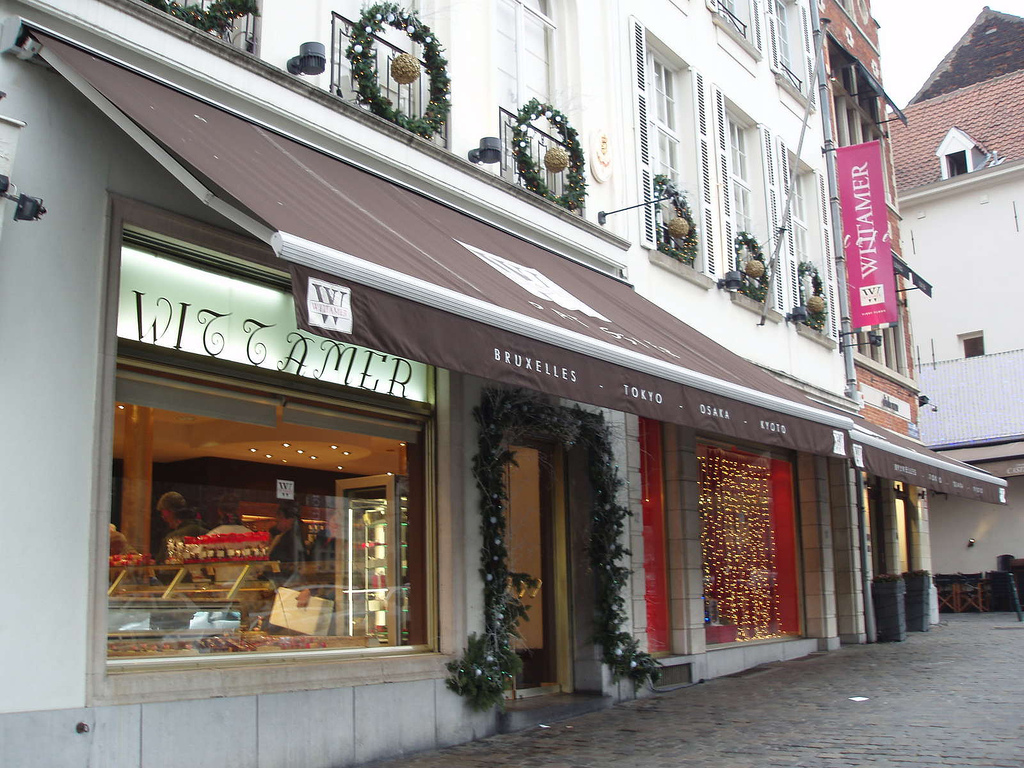
ブリュッセル店

ヴィタメール（Wittamer）は1910年にベルギーの首都ブリュッセルで、初代アンリ・ヴィタメールが創業した洋菓子店（パティスリー）。ベルギー王室の御用達として知られている。
1990年にエーデルワイスがヴィタメール・ジャポンを設立し日本に出店。2007年12月1日の時点で、ベルギー本国以外で支店があるのは日本のみである。日本では大都市圏のデパ地下を中心に出店している。
主な商品はケーキ、チョコレート、焼き菓子である。